# Truttikon
Truttikon est une commune suisse du canton de Zurich.

Photo aérienne (1964).